# Михаил Карагеоргиевич (1958)
Михаил Карагеоргиевич (серб. Михајло Александров Карађорђевић, 18 июня 1958 года, Булонь-Бийанкур, Франция) — представитель династии Карагеоргиевичей. Фотограф, художник и филантроп.

## Биография
Михаил родился 18 июня 1958 года. Он и его брат близнец Димитрий были первенцами Александра Каргеоргиевича (1924—2016) и его первой жены Марии Пии Савойской (род. 1934). Михаил относится к нединастической ветви Карагеоргиевичей, поэтому у него нет прав унаследовать престол. В 1963 году у его родителей родилась вторая пара близнецов: Сергей и Елена.
Михаил успешно окончил Европейскую школу бизнеса в Париже. До 21 года он жил в Версале.
После окончания учёбы, он переехал в Палм-Бич, во Флориде, где в течение 15 лет работал брокером по недвижимости, продавая кондоминиумы для компании Sotheby 's International Realty.  с 1994 года он начал работать в сфере продажи продуктов с витаминами. Он является членом монархического объединения Unité Capetienne.
С 2010 года Михаил входит в совет директоров Visionary Alternatives, благотворительной организации, которая открывает и финансирует агрессивные альтернативные методы лечения пациентов, находящихся в критическом состоянии.
Увлекается фотографированием и изобразительным искусством. Его картины выставлялись на выставке в Белграде, Андричграде а также в Потругалии. Он является другом князя Монако Альберта II (род. 1958). Говорит на итальянском, французском, английском, немецком, испанском и португальском языках. В настоящее время проживает в Женеве.
Не женат. Бездетен.